# 虎林口岸
虎林口岸是中華人民共和國黑龍江省的一個陸路邊境口岸，位於雞西市虎林市八五八農場境内，並與俄羅斯聯邦濱海邊疆區列索扎沃茨克城區的馬爾科沃口岸相接。該口岸在1989年4月獲中華人民共和國國務院允許開放，並於1993年5月正式對俄開放通關。此外，虎林口岸不但是中國首個進口俄羅斯牧草試驗口岸，也是中國進境糧食指定口岸以及中國冰鮮產品進口指定口岸。

## 位置
虎林口岸位於中華人民共和國黑龍江省雞西市虎林市八五八農場境内，距離虎林市市區約58公里。該口岸鄰近松阿察河，並透過橋樑和俄羅斯聯邦濱海邊疆區列索扎沃茨克城區的馬爾科沃（Марково）口岸相接，兩者相距僅1公里；而距離列索扎沃茨克則有6至8公里。另一方面，虎林口岸也處於黑龍江省東部扇狀沿邊開放口岸群的中間位置。

## 歷史
1989年4月8日，中華人民共和國國務院發佈國函〔1989〕25號，同意開放包含虎林口岸在內的6個黑龍江省邊貿口岸，其開通方式則根據中方與蘇聯談判情況而定。蘇聯解體後，中華人民共和國和蘇聯主要繼承者俄羅斯聯邦於1992年5月決定在虎林口岸松阿察河河面上共同興建永久性界河公路大橋；4個月後雙方又先行於河面上架設臨時浮橋，並同時舉行「口岸開通過貨典禮」。1992年10月，中華人民共和國政府與俄羅斯聯邦政府交換文件，確認該口岸為雙邊公路客貨運輸口岸；而口岸聯檢大樓以及相關附屬設施也在同年年末落成。最終虎林口岸於1993年5月正式對外開放，而界河大橋則在5個月後竣工啟用。1994年1月，中俄雙方再次確認口岸性質為雙邊客貨運輸口岸。
2003年6月，俄羅斯聯邦政府曾經因應中國境內發生的嚴重急性呼吸系統綜合症疫情，而決定暫時關閉馬爾科沃—虎林等多個中俄口岸，讓不少從事邊境貿易和旅遊業務的公司受到嚴重影響。另外虎林口岸也曾於2014年12月2日因當地暴雪大風天氣而臨時關閉；口岸海關之後更曾在2018年4月26日偵破一宗大型走私案，檢獲大量瀕危野生動物製品。
2019年，虎林-馬爾科沃口岸關閉並開始重建。後來虎林市於2024年末投資約1.5億元進行智慧口岸工程建設，預計項目不但可以提升通關效率、貨物與旅客運量外，也能夠減省人工覆核量。2025年5月，虎林口岸更獲國家口岸管理辦公室納入國家智慧口岸試點。

## 設施和統計
2019年關閉之前，虎林口岸擁有旅檢廳、雙向車道貨檢廳、口岸辦公樓、二級過境公路、露天貨場、儲存倉庫以及海關監管倉庫基地等多項基礎設施，每年能處理100萬人次旅客和260萬噸貨物過境。
總計2018年上半年，共有1.43萬人次與2.9萬噸貨物透過虎林口岸出入境。此外在2016年至2018年上半年期間，虎林口岸也入口約400噸冰鮮水產品以及出口4500噸大米，分別佔黑龍江省冰鮮水產品進口總量和大米出口總量三分之一與三分之二。